# 茴香脑
茴香脑，一种有机化合物。茴香脑常用作调味品。茴香脑微溶于水，易溶于乙醇。希腊的乌佐酒遇水变浊就是利用这一原理。